# Shirley Stobs
Shirley Anne Stobs, född 20 maj 1942 i Miami, är en amerikansk före detta simmare.
Stobs blev olympisk guldmedaljör på 4 x 100 meter frisim vid sommarspelen 1960 i Rom.